# Carex phalaroides
Carex phalaroides är en halvgräsart som beskrevs av Carl Sigismund Kunth. Carex phalaroides ingår i släktet starrar, och familjen halvgräs.

## Underarter
Arten delas in i följande underarter:
- C. p. elongata
- C. p. macella
- C. p. paraguayensis
- C. p. phalaroides